# Crčevo
Crčevo (Servisch cyrillisch Црчево) is een plaats in de Servische gemeente Sjenica. De plaats telt 49 inwoners (2002).